# Crim organitzat (pel·lícula)
Crim organitzat (títol original:  Layer Cake ; L4YER CAKƐ en el DVD) és una pel·lícula britànica dirigida per Matthew Vaughn, estrenada l'any 2004. Ha estat doblada al català. Classificada com el 276è millor film de tots els temps per la revista Empire.

## Argument
L'heroi, el nom del qual resta desconegut (surt als crèdits amb el pseudònim « XXXX » als crèdits), és un traficant de droga anglès. Havent acumulat una suma suficient, decideix jubilar-se. Però els grans capos de la màfia no estan d'acord.
Jimmy Price, un padrí del medi que li fa de patró, li demana trobar la filla petita del seu vell amic Eddie Temple, un poderós criminal londinenc. Al mateix moment, el Duke, un criminal menor, roba píndoles de extasy a nacionalistes serbis, investigats per les Nacions unides, en el moment d'una estada a Amsterdam. Però el Duke diu que treballa per a « XXXX ». Aquest haurà llavors no només d'enfrontar-se als perillosos caçadors de caps d'Amsterdam, sinó igualment de sortir d'una situació que es complica a cada moment. En efecte, a més de la desaparició del Duke, « XXXX » haurà de malfiar-se de la gent que l'envolta.

## Repartiment
- Daniel Craig: XXXX
- Tom Hardy: Clarkie
- Jamie Foreman: Duke
- Sally Hawkins: Slasher
- Burn Gorman: Gazza
- Brinley Green: Nobby
- George Harris: Morty
- Tamer Hassan: Terry
- Colm Meaney: Gene
- Marcel Iures: Slavo
- Francis Magee: Paul
- Dimitri Andreas: Angelo
- Kenneth Cranham: Jimmy Price
- Garry Tubbs: Brian
- Natalie Lunghi: Charlie
- Marvyn Benoit: Kinky
- Rab Affleck: Mickey
- Dexter Fletcher: Cody
- Steve John Shepherd: Tiptoes
- Ben Whishaw: Sidney
- Sienna Miller: Tammy
- Paul Orchard: Lucky
- Stephen Walters: Shanks
- Louis Emerick: Trevor
- Darren Healy: un junkie
- Ivan Kaye: Freddie Hurst
- Jason Flemyng: Crazy Larry
- Ben Brasier: Killburn Jerry
- Neil Finnighan: Troop
- Michael Gambon: Eddie Temple

## Producció

### Desenvolupament
L'any 2000, Matthew Vaughn troba J. J. Connolly:
| « | Havia marxat per assistir al partit de futbol Anglaterra/ Alemanya durant el Campionat d'Europa de futbol 2000. Era assegut al costat d'un tipus. Ha començat a parlar. Li he demanat què feia a la vida, m'ha respost que escrivia | » |

. De tornada al seu país, Matthew Vaughn es procura un exemplar del seu llibret Layer Cake: 
| « | L'he trobat brillant i apassionant, l'he llegit d'una volada. Després, he tornat John i li he dit: “Saps, no es pot deixar algú altre fer un film del teu llibre, és massa genial. | » |

Inicialment, Matthew Vaughn volia confiar la realització del film al seu amic Guy Ritchie, per al qual hi havia ja produït Lock, Stock and Two Smoking Barrels i Snatch (porcs i diamants). Finalment, es troba assumint ell mateix el lloc de director després de desistir Guy Ritchie, que va marxar a d'altres projectes.

### Càsting
Paul Orchard, l'actor que interpreta Lucky, inicialment havia de fer el paper de Morty.

### Rodatge
El rodatge va començar el 30 de juny de 2003 i va tenir lloc a Amsterdam, Isleworth, Londres, Buckinghamshire, Brentford, Stoke Poges, als estudis Twickenham, etc.

### Banda original
1. "Hayling" – FC Kahuna
2. "Opening" – Ilan Eshkeri & Steve McLaughlin
3. "She Sells Sanctuary" – The Cult
4. "Can't Get Blue Monday Out of My Head" (Original Radio Edit) – Kylie Minogue
5. "You Got the Love" (Original bootleg radio mix) – The Source feat. Candi Staton
6. "Drive to the Boatyard" – Ilan Eshkeri
7. "Junky Fight" – Lisa Gerrard
8. "Making Plans for Nigel" – XTC
9. "Ordinary World" – Duran Duran
10. "Ruthless Gravity" – Craig Armstrong
11. "Four to the Floor" (Soulsavers Mix) – Starsailor
12. "Drive to the Warehouse" – Ilan Eshkeri & Lisa Gerrard
13. "Aria" (Layer Cake Speech) – Lisa Gerrard & Michael Gambon
14. "Don't Let Me Be Misunderstood" – Joe Cocker

## Crítica
Ha rebut una acollida de la crítica favorable, recollint un 81 % de crítiques positives, amb una nota mitjana de 7,1/10 i sobre la base de 133 crítiques recollides, en el lloc de crítics Rotten Tomatoes. A Metacritic, obté un resultat de 73/100 sobre la base de 30 crítiques recollides.

## Premis i nominacions
Font: Internet Movie Database
- Nominació al premi Douglas Hickox per a Matthew Vaughn, en els Premis British Independent Film 2004.
- Nominació al premi Carl Foreman al nou cineasta més prometedor per a Matthew Vaughn, en els premis BAFTA 2005.
- Premi al millor director britànic i nominació al premi a la millor pel·lícula britànica, millor actor britànic (Daniel Craig) i millor esperança (Sienna Miller i Matthew Vaughn), en els premis Empire 2005.
- Nominació al premi al millor actor europeu per a Daniel Craig, en els Premis del Cinema Europeu 2005.

## Al voltant de la pel·lícula
- El magatzem (un dels més grans d'aquest tipus al Regne Unit) on XXXX troba Eddie Temple era la major part del temps buit. Les caixes i altres objectes van ser afegits digitalment en la postproducció
- El primer esbós del guió tenia 408 pàgines mentre la novel·la original només 344
- La pistola silenciosa de la qual se serveix XXXX per matar Jimmy és una Tipus 67 utilitzada per l'exèrcit i els serveis secrets xinesos
- Els serbis d'Amsterdam, que persegueixen el protagonista, parlen romanès entre ells.
- El film va ser projectat el 7 d'abril de 2005 al Festival de cinema policíac de Cognac.